# Wesertal
Wesertal is een Duitse gemeente in de deelstaat Hessen, die op 1 januari 2020 ontstond uit de fusie van de gemeenten Oberweser en Wahlsburg. De gemeente maakt deel uit van het Regierungsbezirk Kassel en de Landkreis Kassel. Het gemeentehuis van Wesertal bevindt zich te Gieselwerder.

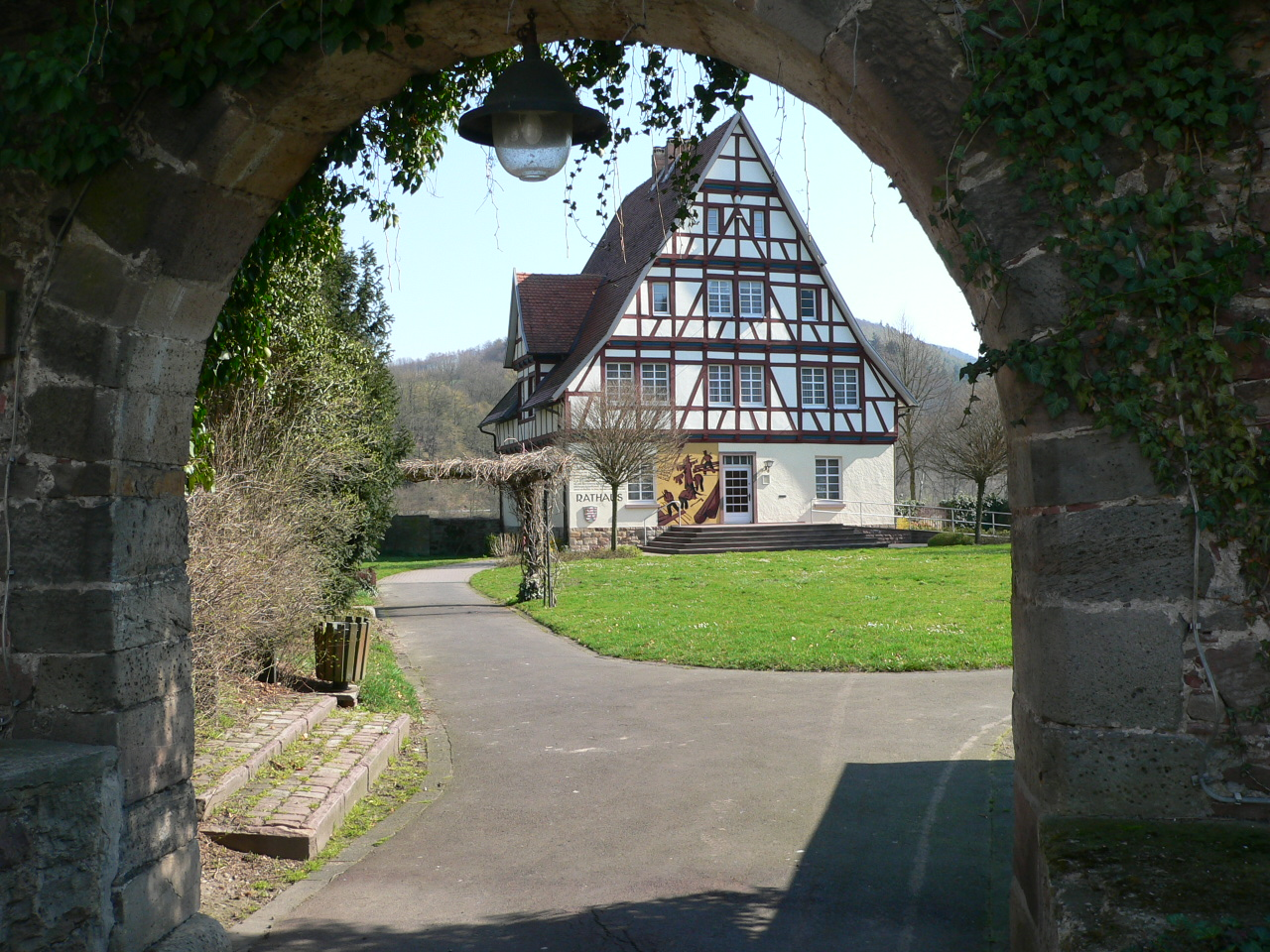
Raadhuis van Wesertal te Gieselwerder

## Indeling
De gemeente kent de volgende ortsteile:
- Arenborn
- Gewissenruh
- Gieselwerder
- Gottstreu
- Heisebeck
- Lippoldsberg
- Oedelsheim
- Vernawahlshausen

In deze laatste plaats bevindt zich het spoorwegstation Vernawahlshausen.
Ahnatal · Bad Emstal · Bad Karlshafen · Baunatal · Breuna · Calden · Espenau · Fuldabrück · Fuldatal · Grebenstein · Habichtswald · Helsa · Hofgeismar · Immenhausen · Kaufungen · Liebenau · Lohfelden · Naumburg · Nieste ·  Niestetal ·  Reinhardshagen · Schauenburg · Söhrewald · Trendelburg · Vellmar · Wesertal · Wolfhagen · Zierenberg